# Marco Tulio Ramírez Roa
Monseñor Marco Tulio Ramírez Roa fue el cuarto obispo de la Diócesis de San Cristóbal de Venezuela. Un hombre caracterizado por el servicio a su pueblo y gran amor por los pobres.

## Biografía[3]
Mons. Marco Tulio Ramírez Roa, nació en Cordero, estado Táchira (Venezuela) el 23 de junio de 1923. 

### Estudios
- Cursó sus estudios de primaria en la escuela de su pueblo, Cordero.
- Bachillerato lo cursó en el Seminario Santo Tomás de Aquino de San Cristóbal, Estado Táchira.
- En el Seminario Interdiocesano de Caracas cursa la Filosofía
- La Sagrada Teología la cursa en la Universidad Católica de Santiago de Chile.

## Sacerdote
Al finalizar sus estudios en Chile regresa a Venezuela y reciba la Ordenación Sacerdotal de manos del Excmo. Mons. Rafael Arias Blanco.

### Cargos
- Su primer cargo pastoral como párroco lo realizó en la parroquia Nuestra Señora del Rosario de Queniquea.
- Fue párroco en varias comunidades eclesiales de la ciudad de San Cristóbal.
- Capellán del Liceo Militar Jáuregui de la Grita.
- Vicario general de la Diócesis de San Cristóbal
- Rector del Seminario Diocesano.

## Episcopado

### Obispo de Cabimas
El 31 de marzo de 1970, el Papa Pablo VI lo nombró II Obispo de la Diócesis de Cabimas.
Fue consagrado obispo el 11 de julio de 1970 en San Cristóbal. 
- Consagrante principal:
  - Excmo. Mons. Alejandro Fernández Feo-Tinoco, obispo de San Cristóbal de Venezuela.
- Principales Co-consagrantes:
  - Excmo. Mons. Domingo Roa Pérez, Arzobispo de Maracaibo
  - Excmo. Mons. Rafael Ángel González Ramírez, obispo de Barinas.

Tomó posesión de la Diócesis de Cabimas el 25 de julio del mismo año.
Cabimas lo recuerda por los grandes logros como la Consecución del Instituto Universitario Tecnológico de Cabimas, La Extensión de la Universidad del Zulia para la Costa Oriental del Lago, La creación del Liceo Militar, la lucha por la creación del Estado Coquivacoa y la fundación de la mayoría de las parroquias de la Diócesis.

### Obispo de San Cristóbal de Venezuela
Luego de 14 años de fructífera labor pastoral en la Diócesis de Cabimas, el 26 de octubre de 1984, Su Santidad Juan Pablo II, lo nombró como el IV Obispo de la Diócesis de San Cristóbal de Venezuela, la cual lo vio crecer. 
En su ministerio además de fundar nuevas parroquias, dio apertura a diversos Institutos Seculares y Congregaciones a incorporarse en el trabajo pastoral de la Diócesis.

## Fallecimiento
Murió el 23 de febrero de 1998 en su querida Diócesis.
| Predecesor: Constantino Maradei Donato     | II Obispo de Cabimas 1970 - 1984       | Sucesor: Roberto Lückert |
| Predecesor: Alejandro Fernández Feo-Tinoco | IV Obispo de San Cristóbal 1984 - 1998 | Sucesor: Mario Moronta   |